# Perlman-Syndrom
Das Perlman-Syndrom ist eine sehr seltene angeborene Erkrankung mit den Hauptmerkmalen Nephroblastom und Makrosomie und gehört zu den Erkrankungen mit fetalem Riesenwuchs.
Die Erstbeschreibung erfolgte im Jahre 1970 durch die Israelischen Pathologen Erich Liban und Isidoro L. Kozenitzky.
Die Bezeichnung bezieht sich auf den Erstautor einer Beschreibung aus dem Jahre 1973 durch den israelischen Pädiater Max Perlman und Mitarbeiter.

## Verbreitung
Die Häufigkeit wird mit unter 1 zu 1.000.000 angegeben, bisher wurde über etwa 30 Betroffene berichtet. Die Vererbung erfolgt vermutlich autosomal-rezessiv.

## Ursache
Der Erkrankung liegen Mutationen im DIS3L2 -Gen auf Chromosom 2 Genort q37.1 zugrunde, welches für die DIS3 like 3'-5' Exoribonuclease 2 kodiert.

## Klinische Erscheinungen
Klinische Kriterien sind:
- Bereits bei Geburt vorliegende Makrosomie mit Viszeromegalie und, vermehrter Häufigkeit von Nierentumoren wie Hamartome, Nephroblastomatose und Wilms-Tumor
- Häufig Polyhydramnion
- Dysmorphien des Gesichtes mit tief ansetzenden Augen und Ohren, Epikanthus,  eingesunkene und breite Nasenwurzel
- Inselzell-Hyperplasie mit Hyperinsulinismus
- Häufig Kryptorchismus

Ferner können eine ganze Reihe weiterer Fehlbildungen vorkommen.

## Diagnose
Pränatal ist eine Verdachtsdiagnose bereits im Feinultraschall  mit dem Nachweis einer Makroglossie und vergrößerten oder vermehrt echogenen Nieren möglich.
Nach der Geburt gelten die Gesichtsveränderungen als wegweisend: aufwärts geschwungenes Kopfhaar, flacher Nasenrücken, schlaffer  Gesichtsausdruck mit offen stehendem Mund, vorspringende Oberlippe und leichte Mikrogenie.

## Differentialdiagnose
Abzugrenzen sind das Beckwith-Wiedemann-Syndrom, das MOMO-Syndrom und Simpson-Golabi-Behmel-Syndrom.

## Heilungsaussicht
Die Prognose ist ungünstig.
Die Sterblichkeit in der Neugeborenenzeit ist hoch aufgrund von Hyperinsulinismus, Sepsis und Ateminsuffizienz.
Später entwickelt sich häufig ein Wilmstumor.